# .ly
.ly este un domeniu de internet de nivel superior, pentru Libia (ccTLD).